# Остров Леваневского
О́стров Леване́вского — остров архипелага Земля Франца-Иосифа. Наивысшая точка острова — 27 метров. Административно относится к Приморскому району Архангельской области России.
Остров расположен в северной части архипелага в 1,8 километрах к югу от острова Харли.
Имеет вытянутую форму длиной около 1,7 километра и шириной около 500 метров. Свободен ото льда, высота на юге острова достигает 27 метров, редкие каменистые россыпи.
Был открыт Фредериком Джексоном в 1895 году и назван им островом Нила, по имени врача из состава экспедиции Уильяма Нила. Но официальным стало название, данное острову советскими картографами в 1950-х годах в честь советского пилота Сигизмунда Леваневского, пропавшего при перелёте Северного Ледовитого океана.